# Josh Radnor
Pour les articles homonymes, voir Josh et Radnor.
Joshua Thomas « Josh » Radnor est un acteur, réalisateur, scénariste, auteur-compositeur-interprète américain, né le 29 juillet 1974 à Columbus dans l'Ohio.
Il est principalement connu pour avoir joué Ted Mosby dans la série How I Met Your Mother ainsi que Lonny Flash dans la série Hunters.
Depuis 2016, il poursuit une carrière musicale au sein du groupe Radnor and Lee qu'il a fondé avec l'artiste australien Ben Lee.
En 2021, il sort son premier album solo One More Then I'll Let You Go. Puis un deuxième album en 2023, Eulogy: Volume 1.

## Biographie

### Formation et début de carrière
Josh Radnor a grandi à Columbus, dans l'Ohio. Il habite à Los Angeles. Il commence très jeune à prendre des cours de théâtre. Il a d'ailleurs reçu le prix Paul Newman.
En 2001, Radnor a été sélectionné pour jouer dans une série Off Centre, mais le rôle a finalement été attribué à Eddie Kaye Thomas. En 2002, il fait ses débuts à Broadway dans The Graduate, succédant à Jason Biggs, en donnant la réplique à Kathleen Turner et Alicia Silverstone. Il apparaît ensuite dans plusieurs séries télévisées telles que Urgences, Six Feet Under, New York, police judiciaire (Law and Order), etc.

### Révélation au grand public
De 2005 à 2014, Radnor joue dans la sitcom How I Met Your Mother, où il interprète le personnage central de l'intrigue, Ted Mosby, un trentenaire qui recherche la femme de sa vie après l'annonce des fiançailles de ses meilleurs amis ; son plus grand rôle jusqu'à présent. Cette série a marqué une génération et est considérée par beaucoup comme un des meilleurs sitcoms jusqu'à ce jour. Ted raconte à ses deux enfants comment il a rencontré leur mère et raconte tous les événements qui l'ont mené jusque là. Josh Radnor a apporté une touche unique à Ted Mosby, avec sa narration charismatique et sa capacité à faire passer à la fois les moments comiques et les moments plus émouvants de la série. Son cheminement en tant que personnage, depuis sa recherche obsessionnelle de l'amour jusqu'à sa maturation en tant qu'individu, a été l'un des arcs narratifs les plus appréciés de la série.
Grâce à la performance de Josh Radnor, Ted Mosby est devenu un personnage emblématique de la télévision, aimé et reconnu par de nombreux fans à travers le monde. Beaucoup de personnes arrivent à s'identifier à son personnage car il incarne des valeurs humanistes. Son authenticité, sa fidélité en tant qu'ami ainsi que son honnêteté ont été très appréciées par les téléspectateurs.
En juillet 2008, il donne la réplique à Jennifer Westfeldt dans la pièce Finks, écrite par Joe Giolford et dirigée par Charlie Stratton.
En 2010, Radnor commence une carrière de réalisateur avec le film happythankyoumoreplease qui sort primé du Sundance Film Festival.
Il sort en 2011 un livre intitulé One Big Blissful Thing.
En 2012 sort son second film Love and Other Lessons (Liberal Arts), dans lequel apparaissent notamment Elizabeth Olsen, Richard Jenkins et Zac Efron.
En 2013, il apparaît dans Afternoon Delight de Joey Soloway.
Il tient ensuite le rôle du Dr. Jedediah Foster dans la série Mercy Street qui suit le parcours de soignants durant la guerre de sécession.
À partir de 2020, il tient le rôle de Lonny Flash dans la série Hunters produite par Jordan Peele. Il retrouve alors Al Pacino au casting.

### Reconversion dans une carrière musicale
En 2016, il fonde avec Ben Lee le groupe Radnor and Lee. Le groupe sort deux albums : Radnor and Lee (Gold Village Entertainment, 2017) et Golden State (Flower Moon Records, 2020).
Son premier album solo, One More Then I'll Let You Go (Flower Moon Records), sort en 2021.

### Carrière au théâtre
En parallèle de sa carrière à la télévision, au cinéma ou dans les salles de concert, Radnor joue régulièrement au théâtre à Broadway.
Entre 2014 et 2015, il joue dans la pièce Disgraced au Lyceum Theatre. La pièce est nommée aux Tony Awards et remporte le prix Pulitzer de l'œuvre théâtrale.

## Vie privée
Il était en couple de 2005 à 2014 avec l'actrice Julia Jones qui est connue pour son rôle de Leah Clearwater dans Twilight.
De septembre 2016 à mars 2017, il était en couple avec l'actrice Minka Kelly.
Il s'est marié en janvier 2024 avec Jordana Jacobs, une psychologue rencontrée en février 2022.

## Filmographie

### Acteur

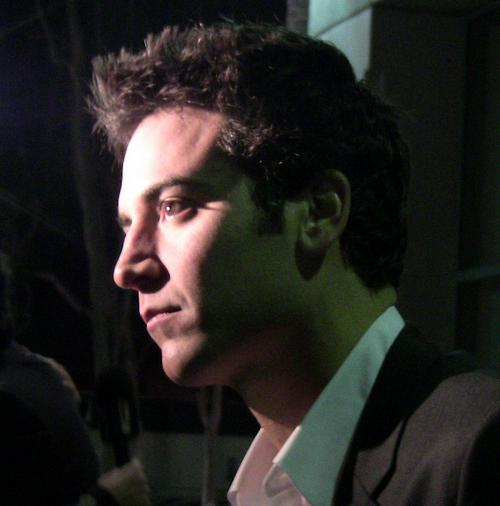
Josh Radnor en 2009.

#### Cinéma
- 1998 : Barney's Great Adventure de Steve Gomer : un serveur
- 1999 : 200 Cigarettes : un punk au bar
- 2001 : Sex Academy (Not Another Teen Movie) : un guide touristique
- 2008 : The Negotiating Table (Court-métrage)
- 2010 : Happythankyoumoreplease : Sam Wrexler
- 2012 : Liberal Arts : Jesse
- 2013 : Afternoon Delight : Jeff
- 2018 : Social Animals (en) : Paul

#### Télévision
- 2000 : Welcome to New York (série) : Doug
- 2001 : Sexe et Dépendances (pilote non diffusé) : Mike Platt
- 2001 : Band of Brothers (Un Lieutenant de la 10e US DB)
- 2002 : New York, police judiciaire (Law and Order) (série) : Robert Kitson
- 2002 : The Court (série) : Dylan Hirsch
- 2003 : Urgences (ER) (série) : Keith Mitchell
- 2003 : Six Feet Under (série) : Will Jaffe
- 2003 : Miss Match (série) : Andrew Gilbert
- 2004 : Everyday Life (téléfilm) : Mari
- 2005 : Amy (Judging Amy) (série) : Justin Barr
- 2005-2014 : How I Met Your Mother (série) : Ted Mosby
- 2007-2009 : Les Griffin (série) : Ted Mosby (voix)
- 2016 : Mercy Street (en) : Docteur Jedediah Foster
- 2017 : Rise[4] : Lou Mazzuchelli
- 2018 : Grey's Anatomy (saison 15 épisode 4) : John
- 2020 - 2023 : Hunters (série) : Lonny Flash
- 2022 : Anatomie d'un divorce (mini-série) : Adam Epstein

### Scénariste et réalisateur
- 2010 : Happythankyoumoreplease : Sam Wrexler
- 2012 : Love and Other Lessons (Liberal Arts) : Jesse